# Нотна вредност
Тонови у некој композицији, или њеном делу, могу имати различита трајања. 
Тонска трајања одређују:
1. брзина којом се музика изводи, тзв. темпо и
2. облици нота који овако изгледају:       итд.

## Приказ нотних вредности
Сваки нотни облик представља једну нотну вредност (фр. valeur de la note), тј. једно тонско трајање.
 = цела нота = 1/1
 = половина ноте = 1/2
 = четвртина ноте = 1/4
 = осмина ноте = 1/8
 = шеснаестина ноте = 1/16
 = тридесетдвојина ноте = 1/32

## Чиме се продужава нотна вредност
Свака приказана нотна вредност може да се продужи:
1. тачком иза нотне главе
2. луком који спаја две исте висине
3. короном изнад или испод ноте